# 二溴乙炔
二溴乙炔是一种有机化合物，化学式为C2Br2。 

## 制备
二溴乙炔可由1,1,2-三溴乙烯和氢氧化钾反应得到，但这种方法容易引发爆炸。乙炔和苯基锂在−50 °C反应得到乙炔锂，再与溴反应得到二溴乙炔。
另一种方法是利用次溴酸钠和乙炔的反应。

## 性质
二溴乙炔易爆，对空气敏感。它是澄清液体，带有甜味，在空气发烟并产生臭氧味。它具有催泪性。
它可以在空气中燃烧，发出红色火焰并产生黑烟。它受热爆炸并生成碳。和氧气与水缓慢反应时，会生成草酸、氢溴酸和其它含溴物种。它和氢碘酸反应，生成二溴碘乙烯；和溴反应，生成四溴乙烯。